# Valeria Seciu
Valeria Seciu (n. 2 august 1939, București, România – d. 6 septembrie 2022, București, România) a fost o actriță română de teatru, film, radio, voce și televiziune.

## Biografie
A fost soția actorului Octavian Cotescu.

## Studii
A urmat cursurile Institutului de Artă Teatrală și Cinematografică din București, la clasa lui A. Pop Marțian, între 1960-1964, avându-l ca asistent pe Octavian Cotescu, cel care, ulterior, avea să-i devină soț. Examenul de diploma îl va susține cu rolul Rosalindei din piesa Cum vă place, în regia lui Octavian Cotescu. Printre colegii săi de promoție s-au numărat: Ion Caramitru, Ovidiu Iuliu Moldovan, Florina Cercel, Mariana Mihuț, Rodica Mandache, Virgil Ogășanu, Dora Cherteș, Cătălina Pintilie, Mircea Andreescu.

## Cariera artistică
A debutat, în 1964, pe scena Teatrului Național din București, alături de Ion Caramitru, în piesa Eminescu de Mircea Ștefănescu, sub îndrumarea regizorului Sică Alexandrescu, întruchipând-o pe Veronica Micle, nefiind mulțumită de felul în care și-a jucat rolul și pe care l-a considerat „o trecere prin scenă a unei fete blonde de care avea nevoie atunci Teatrul Național.” În același an și-a făcut, de asemenea, debutul în film, jucând în pelicula Casa neterminată, regizată de Andrei Blaier. După doi ani petrecuți la Cluj, unde a interpretat două roluri, în Androcle și leul de G.B. Shaw și Vlaicu Vodă de Alexandru Davila, a revenit în echipa Teatrului Național din București (memorabilă rămâne prezența ei în Cordelia din Regele Lear în regia lui Radu Penciulescu), pe care, cu excepția câtorva colaborări, nu a mai părăsit-o până în 1978, când s-a alăturat trupei Teatrului Mic. Aici, sub directoratul scriitorului Dinu Săraru, s-a produs deplina sa maturizare artistică, la contactul cu regizoarea Cătălina Buzoianu și în parteneriate legendare de scenă cu actorii Ștefan Iordache și Gheorghe Visu. Marile roluri din această etapă le-a creat în spectacole precum Să îmbrăcăm pe cei goi, Maestrul și Margareta, Niște țărani, Cerul înstelat deasupra noastră, Doamna cu camelii. Roluri pentru care, de altfel, se pregătea continuu
„Lucrez tot timpul. Tot timpul ! Lucrul înseamnă gândul asupra personajului, nu ? Uneori suntem bănuiți de lene, că nu învățăm textul acasă. Dar nu e adevărat. Este un refuz, o teamă că învățând textul numai acasă, perfect, ne-am putea însuși ceva fals, ceva neautentic. Altfel îl asimilezi împreună cu mișcarea, cu gestul. Mai complex, mai organic, mai spre personaj… Louis Jouvet spunea chiar că actorul gândește „fizic”...”—Valeria Seciu, interviu
La începutul anilor 1990 a înființat și condus Teatrul Levant, una dintre primele instituții independente de gen apărute după căderea regimului comunist, continuând însă să joace și la Teatrul Mic, cu realizări notabile: recitalul Arta iubirii sau rolul Arkadina, din Pescărușul de Cehov, ambele în regia Cătălinei Buzoianu. De numele Teatrului Levant este legată o altă colaborare inspirată a actriței cu regizoarea Cătălina Buzoianu, la spectacolul Pelicanul, după August Strindberg (1994), montat într-un spațiu neconvențional (un depozit al Sălii Dalles). În 1998 a colaborat la Teatrul Nottara cu regizorul Alexandru Dabija în spectacolul "Lungul drum al zilei către noapte (E. O'Neill), fiind nominalizată mai apoi la Galele UNITER pentru cel mai bun rol principal feminin. După 2000 apare mai rar pe scenă, fiecare apariție reprezentând însă un succes de public și de critică, două dintre creațiile sale recente (Esme Allen în Cum gândește Amy de David Hare, regia Cătălina Buzoianu, Teatrul Mic, 2006, și Gloucester în Lear, după W. Shakespeare, regia Andrei Șerban, Teatrul Bulandra, 2008) fiind răsplătite cu premii acordate de UNITER. O altă distincție importantă, medalia comemorativă „150 de ani de la nașterea lui Mihai Eminescu”, i-a fost atribuită actriței în 2000 de către președintele statului pentru merite deosebite în promovarea și interpretarea operei poetului, mai cu seamă prin intermediul spectacolului Trecut-au anii, recital de poezie și muzică susținut ani de-a rândul pe diverse scene alături de actorii Ion Caramitru, Ovidiu Iuliu Moldovan și de clarinetistul Aurelian Octav Popa. Pe lângă rolurile interpretate pe scenă sau ecran, ea a dat viață multor personaje la teatrul radiofonic.
Valeria Seciu a fost căsătorită cu actorul Octavian Cotescu. În 1968 s-a născut fiul lor, Alexandru; din anul 2000, acesta este  călugăr la Muntele Athos, purtând numele de Monahul Daniil; el se numără printre traducătorii celei mai recente ediții românești a culegerii de texte teologice Everghetinos (din gr. „Binefăcătoarea”).

## Roluri în teatru

### La Teatrul Național „I. L. Caragiale” din București (selectiv)
- - Veronica Micle - „Eminescu”, de Mircea Ștefănescu, regia Sică Alexandrescu (1964)
- - Dona Elena - „Castiliana”, de Lope de Vega, regia Horea Popescu, 1966
- - Otilia - „Enigma Otiliei”, după George Călinescu, regia Ion Cojar, 1968
- - Aglaia Epancina - „Idiotul”, după F.M. Dostoievski, regia Al. Finți, (1969)
- - Margaret - „Fanny”, de G. B. Shaw, regia Mihai Berechet, 1970
- - Honey - „Cui i-e frică de Virginia Woolf?”, de Edward Albee, regia Michel Făgădău, 1970
- - Cordelia - „Regele Lear”, de W. Shakespeare, regia Radu Penciulescu, 1970
- - Corina - „Jocul de-a vacanța”, de Mihail Sebastian, regia Mihai Berechet, 1971
- - Ana - „Valiza cu fluturi”, de Iosif Naghiu, regia Sanda Manu, 1975
- - Lady Anne - „Richard al III-lea”, de W. Shakespeare, regia Horea Popescu, 1976
- - Amanda Wingfield - „Menajeria de sticlă”, de Tennessee Williams, regia Cătălina Buzoianu (2006)

### La Teatrul Mic din București (selectiv)
- - Ersilia Drei - „Să îmbrăcăm pe cei goi", de Luigi Pirandello, regia Cătălina Buzoianu (1978)
- - Doamna mascată - „Minetti”, de Thomas Bernhard, regia Anca Ovanez-Doroșenco (1979)
- - Margareta - „Maestrul și Margareta”, de Mihail Bulgakov, regia Cătălina Buzoianu (1980)
- - Genica - „Niște țărani”, de Dinu Săraru, regia Cătălina Buzoianu (1981)
- - Ea - „Cerul înstelat deasupra noastră”, de Ecaterina Oproiu, regia Cătălina Buzoianu (1984)
- - Marguerite Gautier - „Doamna cu camelii”, de Alexandre Dumas, regia Cătălina Buzoianu (1985)
- - Aelita - „O femeie drăguță cu o floare și ferestre spre nord”, de Eduard Radzinski, regia Dragoș Galgoțiu (1986)
- -...- „Arta iubirii”, de ..., regia Cătălina Buzoianu (1989)
- -...- „Actorii”, de ..., regia Alexa Visarion (1990)
- - Donata Genzi - „Regăsire”, de Luigi Pirandello, regia Cătălina Buzoianu (1991)
- - Irina Nikolaevna Arkadina - „Pescărușul”, de A.P. Cehov, regia Cătălina Buzoianu (1993)
- - Vivian Bearing - „Spirit”, de Margaret Edson, regia Cătălina Buzoianu (2001)
- - Esme Allen - „Cum gândește Amy”, de David Hare, regia Cătălina Buzoianu  (2005)
- - Spiritul Mamei - „Furtuna”, de W. Shakespeare, regia Cătălina Buzoianu, 2009

### La Teatrul Național din Cluj
- - Lavinia - „Androcle și leul”, de G. B. Shaw, regia Janos Taub, 1965
- - Domnița Anca - „Vlaicu Vodă”, de Alexandru Davila, regia Val Mugur, 1966

### La Teatrul „C. I. Nottara” din București
- - Monahova - „Barbarii”, de Maxim Gorki, regia Alexa Visarion, 1976
- - Mary Cavan-Tyrone - „Lungul drum al zilei către noapte”, de Eugene O’Neill, regia Alexandru Dabija, 1998

### La Teatrul Levant din București
- - Mama - „Pelicanul”, de August Strindberg, regia Cătălina Buzoianu, 1995

### La Teatrul Act din București
- - Doamna Bruscon - „Creatorul de teatru”, de Thomas Bernard, regia Alexandru Dabija (2007)

### La Club „La Scena”
- -...-„Top Dogs/Șomeri de lux”, de Urs Widmer, regia Theo Herghelegiu (2004)

### La Teatrul Bulandra din București
- - Charlotte - „Noile suferințe ale tânărului W”, de Ulrich Plentzdorf, regia Olimpia Arghir, 1973
- - Brenda - „Ferma”, de David Storey, regia Sanda Manu, 1975
- - Gertrude - „Hamlet”, de William Shakespeare, regia Liviu Ciulei, 2000
- - Gloucester - „Regele Lear”, de William Shakespeare, regia Andrei Șerban, 2008

## Roluri în teatrul de televiziune
- Rața sălbatică de Henrik Ibsen, regia Petre Sava Băleanu - Hedwiga
- Troienele de J.P. Sartre, după Euripide, regia Petre Sava Băleanu, 1967 - Casandra
- Citadela sfărâmată de Horia Lovinescu
- Woyzeck de George Buchner, 1970 - Marie
- Trei surori de A. P. Cehov, regia Ion Barna, 1971 – Irina
- Pescărușul de A. P. Cehov, regia Petre Sava Băleanu, 1974 - Nina Zarecinaia
- Curcanii (1977), de Grigore Ventura, regia Virgil Bradateanu, Anca Ovanez-Dorosenco
- Turnul de Fildeș după Camil Petrescu, regia Cornel Todea, 1978 - Maria Sinești
- Suflete tari de Camil Petrescu, regia Cornel Todea, 1979 - Maria Sinești
- Livada din noi de Constantin Chiriță, regia Constantin Dinischiotu, 1980
- Inimă fierbinte de Octavian Sava, 1982
- Jocul ielelor de Camil Petrescu, regia Dan Necșulea, 1982 - Maria Sinești
- Ciuta de Victor Ion Popa, 1984
- O noapte furtunoasă de I.L. Caragiale, regia Sorana Coroamă Stanca, 1984 - Veta
- O femeie drăguță cu o floare și fereastra spre nord de Eduard Radzinski, regia Olimpia Arghir, Dragoș Galgoțiu - rol Aelita
- Vocea umană de Jean Cocteau, regia Cătălina Buzoianu, 1990
- Femeia mării de Henrik Ibsen, regia Olimpia Arghir - Elida

## Filmografie
- Casa neterminată (1964)
- Asediul (1971)
- Parașutiștii (1973)
- Casa de la miezul nopții (1976)
- Instanța amînă pronunțarea (1976)
- Tănase Scatiu (1976)
- Regăsire, regia Ștefan Traian Roman (1977)
- Râul care urcă muntele, regia Cristiana Nicolae (1977)
- Înainte de tăcere ‎(1978) - Ana
- Clipa (1979)
- Speranța, regia Șerban Creangă (1979)
- Lumini și umbre - Serial TV, de Titus Popovici, regia Andrei Blaier/Mihai Constantinescu/Mircea Mureșan (1979)
- Blestemul pămîntului – Blestemul iubirii (1980) - Savista
- Bună seara, Irina! (1980) - Irina
- Vînătoarea de vulpi (1980)
- Mult mai de preț e iubirea, de Nicolae Țic, regia Dan Marcoci (1982)
- Escapada, de Mircea Radu Iacoban, regia Cornel Diaconu (1983)
- Dragostea și revoluția (1983)
- Vreau să știu de ce am aripi (1984)
- Adela (1985)
- Furtună în Pacific (1986)

## Distincții
- Ordinul național „Serviciul Credincios” în grad de Comandor (1 decembrie 2000) „pentru realizări artistice remarcabile și pentru promovarea culturii, de Ziua Națională a României”[8]